# Chicerea, Bacău
Chicerea este un sat în comuna Motoșeni din județul Bacău, Moldova, România.